# Rue Louis Boumal
La rue Louis Boumal est une rue de la ville belge de Liège, située dans le quartier du Laveu.

## Situation et description
Cette rue se situe dans la partie basse et nord du quartier du Laveu. Elle relie la rue Henri-Maus à la rue du Laveu et longe, dans sa partie nord, la jonction autoroutière A602 ainsi que la voie ferrée Liège-Bruxelles (plan incliné de la côte d'Ans).

## Odonymie
La rue rend hommage à Louis Boumal, né le 11 mai 1890 à Liège et mort à Saint-Michel-lez-Bruges le 11 octobre 1918 à l'âge de 28 ans, écrivain et poète belge ainsi que militant wallon. Par ailleurs, un monument a été érigé à sa mémoire au parc de la Boverie de Liège.

## Histoire
La rue, percée en 1940, est la plus récente du quartier du Bas-Laveu.

## Voies adjacentes
- Rue d'Omalius
- Rue Henri Maus
- Chemin des Puisatiers
- Rue du Laveu
- Rue Ambiorix